# فندق كونتيننتال (فلم)
فندق كونتيننتال (بالإنجليزية: Hotel Continental) هو فيلم جريمة أمريكي صدر عام 1932 من إخراج كريستي كابان وبطولة بيغي شانون وثيودور فون إلتز وجي فاريل ماكدونالد.
يبحث العديد من المجرمين عن نهب مخبأة في فندق فخم على وشك الإغلاق.

## طاقم التمثيل
- بيغي شانون في دور روث كارلتون
- ثيودور فون إلتز في دور جيم بينيت
- جون فاريل ماكدونالد في دور المحقق مارتن
- هنري بي والتهال في دور وينثروب
- آلان موبراي في دور والتر أندروود
- ماري كارليسلي في دور أليسيا
- بيرت روشي في دور تشارلي لايتون
- إثيل كلايتون في دور السيدة أندروود
- روكليف فيلوز في دور تيرني
- ويليام سكوت في دور ميلز